# Can Maluquer (Canet de Mar)
Can Maluquer és una obra eclèctica de Canet de Mar (Maresme) protegida com a Bé Cultural d'Interès Local.

## Descripció
Es tracta d'un edifici de planta baixa i un pis d'influència neoclàssica. Ha estat fàbrica de teixits i local d'espectacles. La porta d'accés és d'arc escarser i està emmarcada amb pedra. La porta del costat és recta. Al primer pis hi ha un balcó corregut amb dues portes balconeres d'arc escarser emmarcades per una motllura i a la part de sobre hi ha una cornisa en forma de frontó.
L'immoble està coronat per una cornisa i un remat de forma mixtilínia.
Manté els elements compositius neoclàssics: balcó gran, frontons, etc., però la decoració ja és historicista. La finestra de la planta baixa fou substituïda per la portalada per tal de poder guardar vehicles.